# Bengt Inge Lundkvist

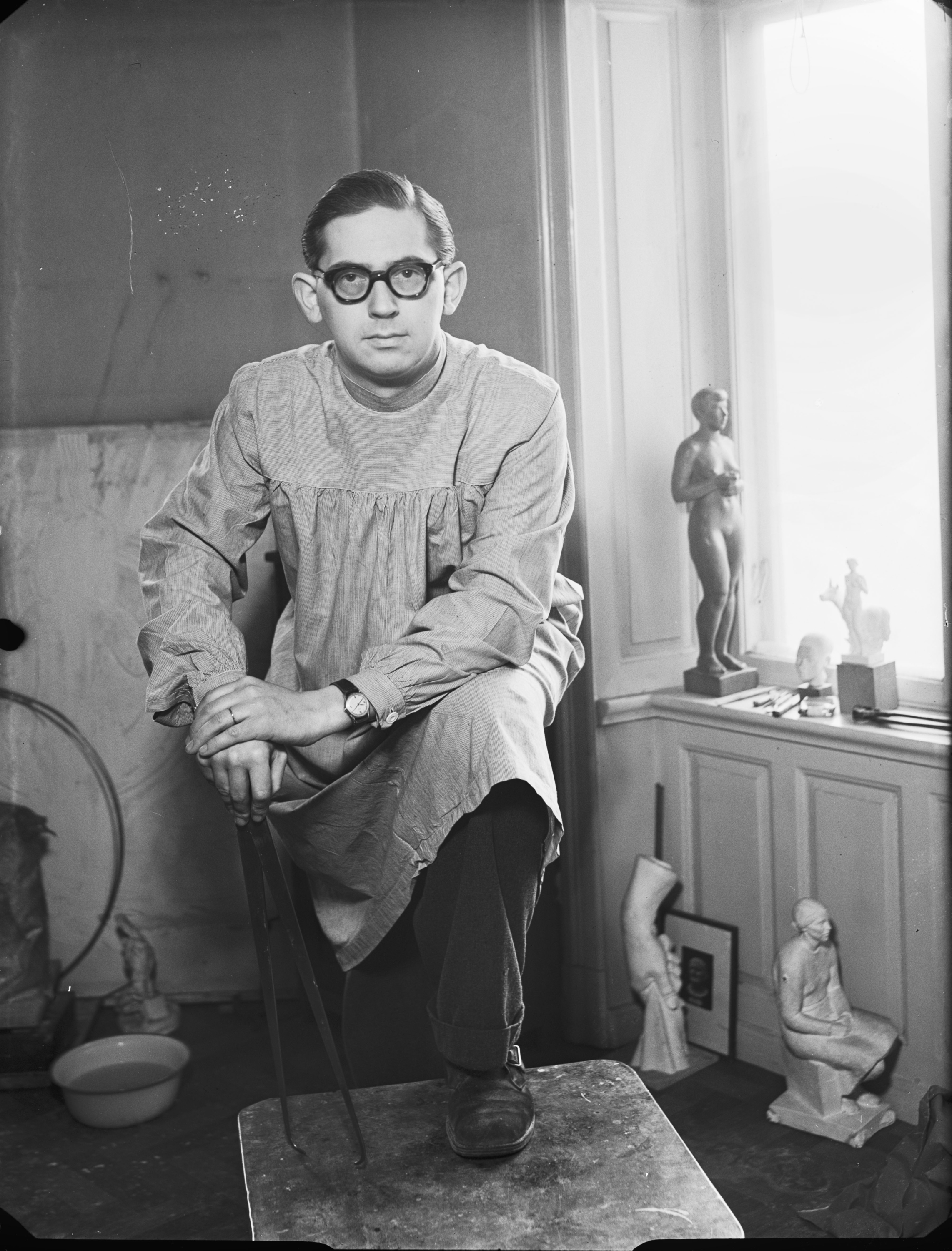
Bengt Inge Lundkvist i sin ateljé, 1948.

Bengt Inge Ingesson Lundkvist, född 4 maj 1913 i Karlstad, död 15 december 1991 i Stockholm, var en svensk skulptör. Han var gift med konstnären och skulptören Gunvor Svensson Lundkvist mellan 1943 och 1975.

## Biografi
Lundkvist var son till ingenjören Inge Lundkvist och Ragnhild Berglund. Åren 1934 till 1940 var han elev vid Kungliga Konsthögskolan i Stockholm under Nils Sjögren. På 1930-talet företog han studieresor till bland annat Danmark, Tyskland, Österrike, Finland och Frankrike. Efter andra världskriget besökte han även Italien, England, Nederländerna och Belgien. Han deltog därefter i en lång rad utställningar, bland dem Värmlands konstförenings salonger på Värmlands museum i Karlstad (1939, 1940 och 1947), HSB-utställningen i Stockholm (1941), ”8 Värmlandskonstnärer” (1943), Nordiska konstförbundets utställning i Oslo (1946), Uplands konstförenings salong i Uppsala (1947), Liljevalchs konsthall (1948) och Konstakademien i Stockholm (1953), Lidköpings konstförenings utställningar, Sveriges allmänna konstförening och Svenska konstnärernas förening. Han tilldelades Konstakademiens stipendium 1940, Kinmansons stipendium 1941 och Jenny Lind stipendiet 1942. År 1945 blev han lärare vid Konstfackskolan i Stockholm. Han var medlem i Konstnärsklubben i Stockholm och dess vice sekreterare 1950–1951. Han har modellerat porträtt, byster och fantasifigurer som Sitting Bull, La Paloma, Timmerman och Flickan från Bretagne. Bland hans offentliga arbeten märks en staty från 1955 som finns på Järntorget i Eskilstuna och föreställer G.W. Dahl. Text på sockeln lyder: ”Till minnet av arbetaren vid Gevärsfaktoriet – G W Dahl – Kooperativ banbrytare och föregångsman 1856–1920”. Riddarholmsbroarna, en bronsskulptur i Gamla stan i Stockholm, skapades 1970–1975 och är formgiven som ett minnesmärke över den närliggande Riddarholmsbrons historik. Verket visar reliefer över samtliga fyra broar på denna plats och restes 1981, en kapitäl i ek för Skytteholm, järngaller i smide för Värmlands folkblad i Karlstad, en relief i marmor för Telegrafverket, järnsmide för bisättningskapellet i Torsång samt utsmyckningar för ett antal skolor och bostadsbolag. 
Hans konst består av porträtt, byster och fantasifigurer som marmorfiguren utförda i gips, trä, marmor och brons. 

## Familjen
Sommaren 1943 gifte sig Bengt Inge Lundkvist med konstnären Gunvor Svensson. Paret bodde först i Stockholm och bildade familj. Dottern Mari föddes 1944 och sonen Jonas föddes 1947. Familjen bodde kortvarigt i Näsbypark i Täby och därefter åter igen i Stockholm på Södermalm. 1975 skilde sig paret Lundkvist.

## Bilder, verk i urval

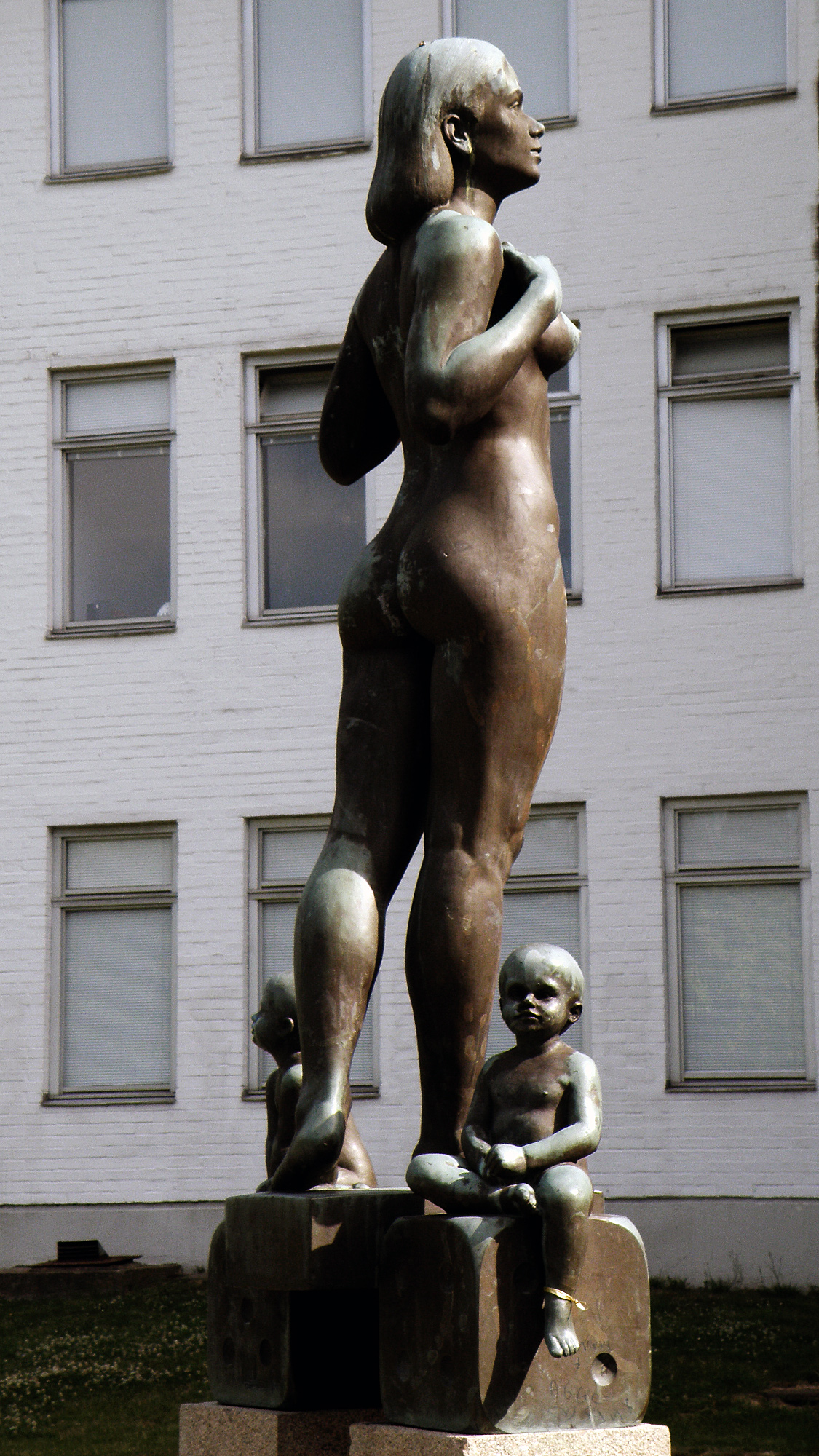
Tärningskast (1980)
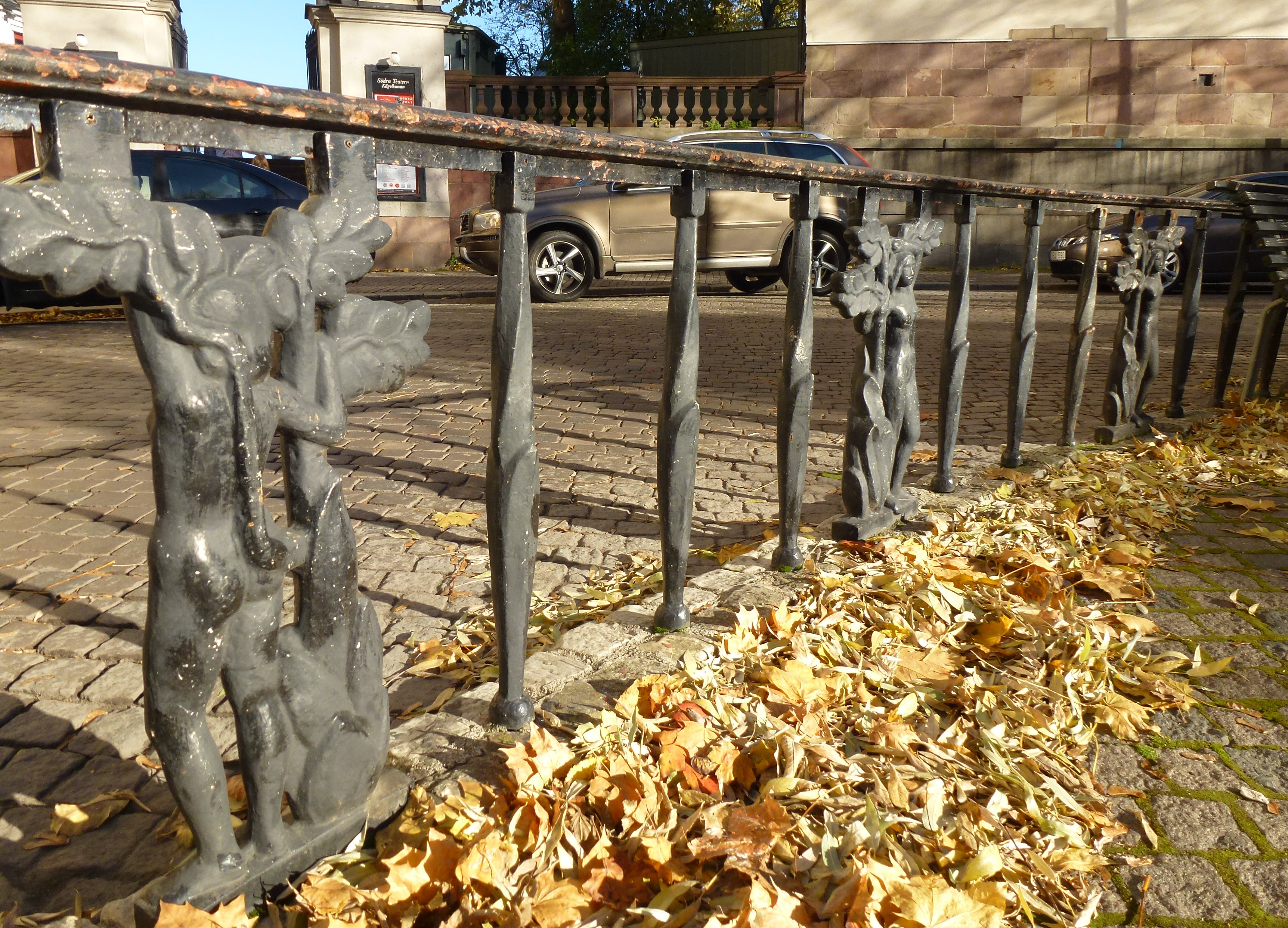
Järnräcke på Mosebacke (1955)
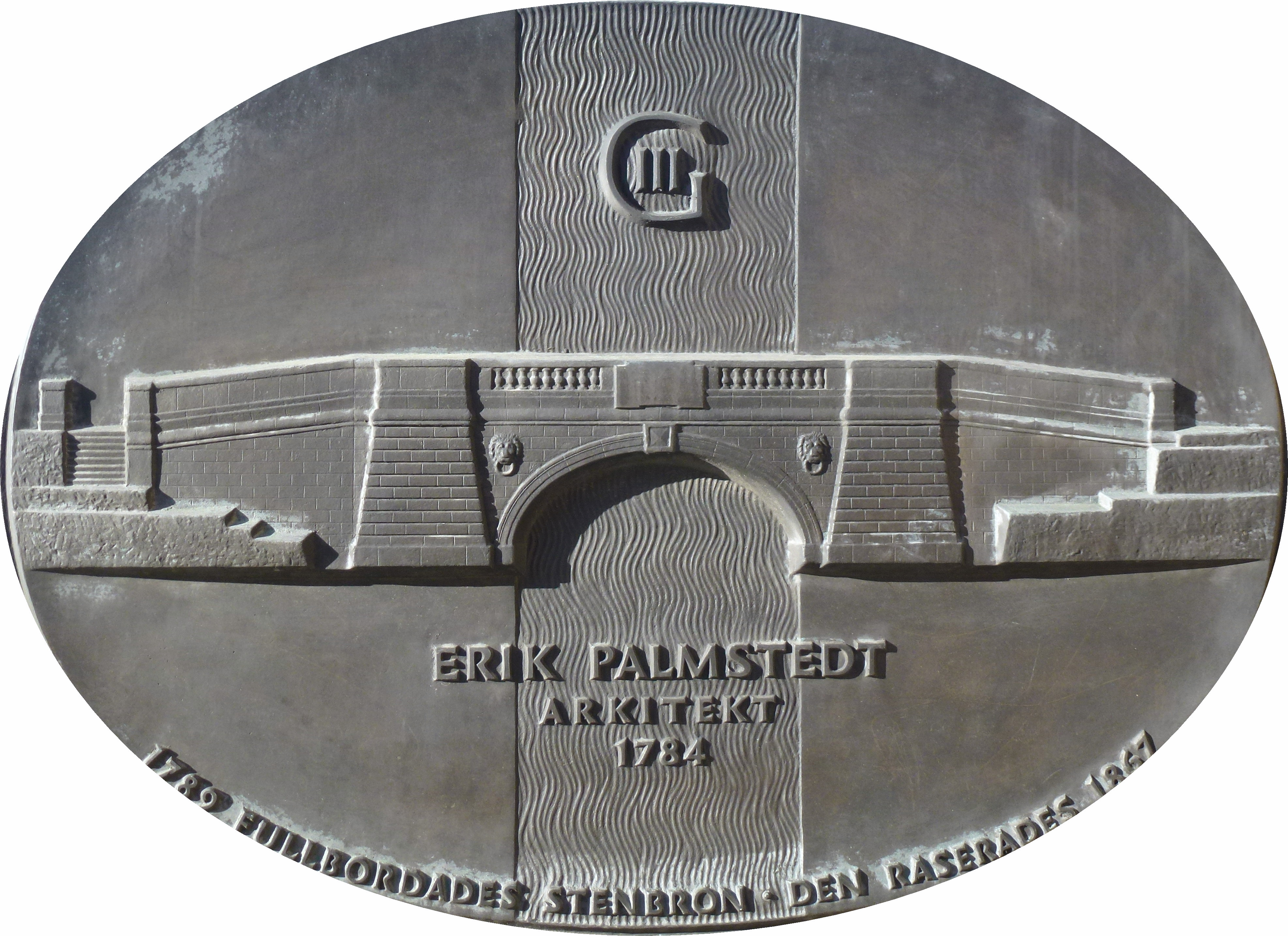
Riddarholmsbroarna, detalj (1970)
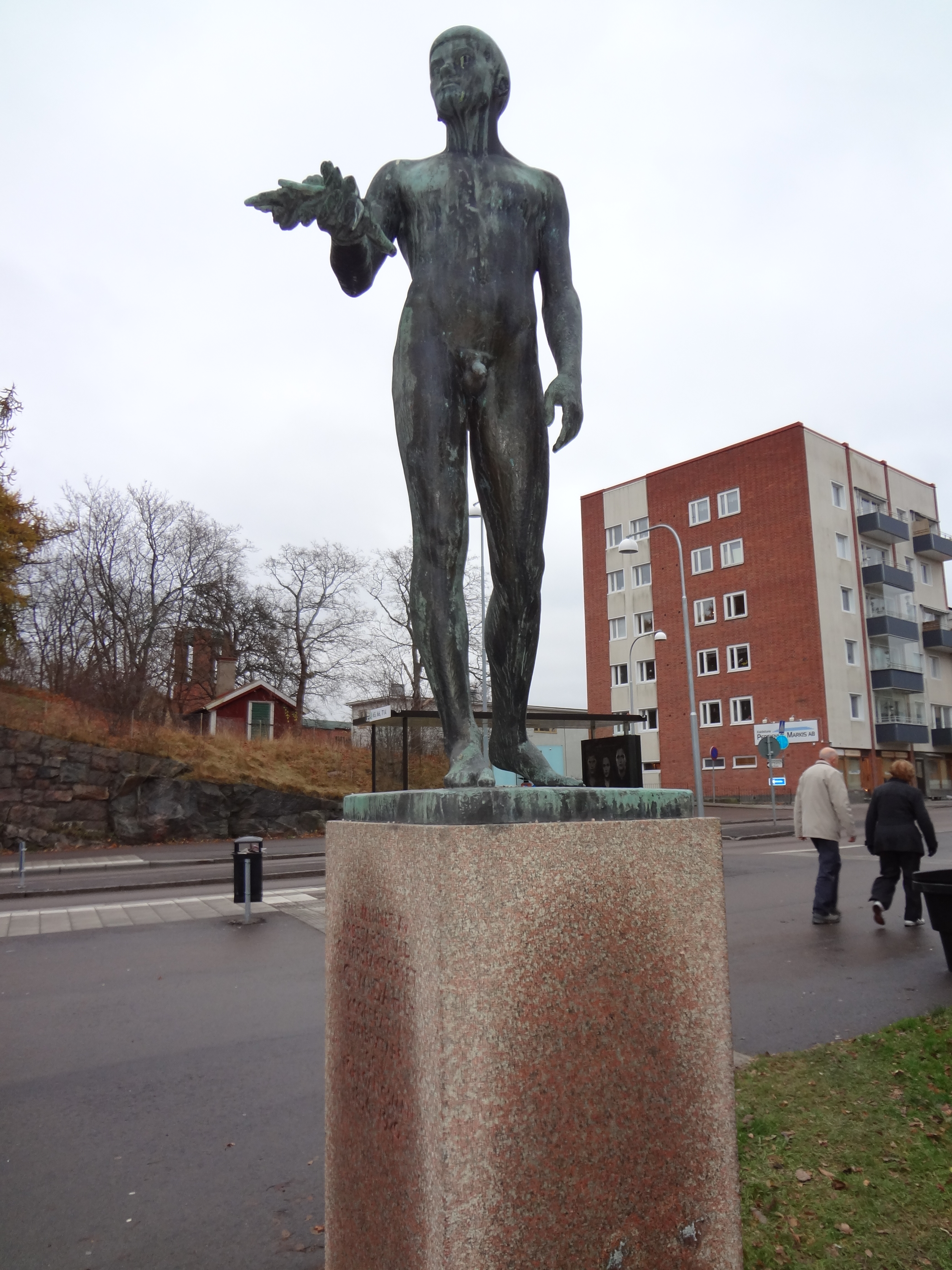
Staty över G.W. Dahl (1955)

## Offentlig konst (urval)
- Smidesgaller för Värmlands Folkblad (1946)
- Relief i marmor för Telegrafverket (1951)
- Gjutjärnsräcke på Mosebacke torg (1945)
- Staty över G.W. Dahl, Järntorget, Eskilstuna (1955)
- ”Stormen stillas”, Hovdestalunds kyrkogård (1950-tal)
- ”Riddarholmsbroarna”, Gamla stan,  Stockholm (1970–75)
- ”Tärningskast”, Kungsladugård, Göteborg (1980)